# Еренбург (Нижня Саксонія)
Еренбург (нім. Ehrenburg) — громада в Німеччині, розташована в землі Нижня Саксонія. Входить до складу району Діпгольц. Складова частина об'єднання громад Шваферден.
Площа — 48,96 км2. Населення становить 1476 ос. (станом на 31 грудня 2021).

## Галерея

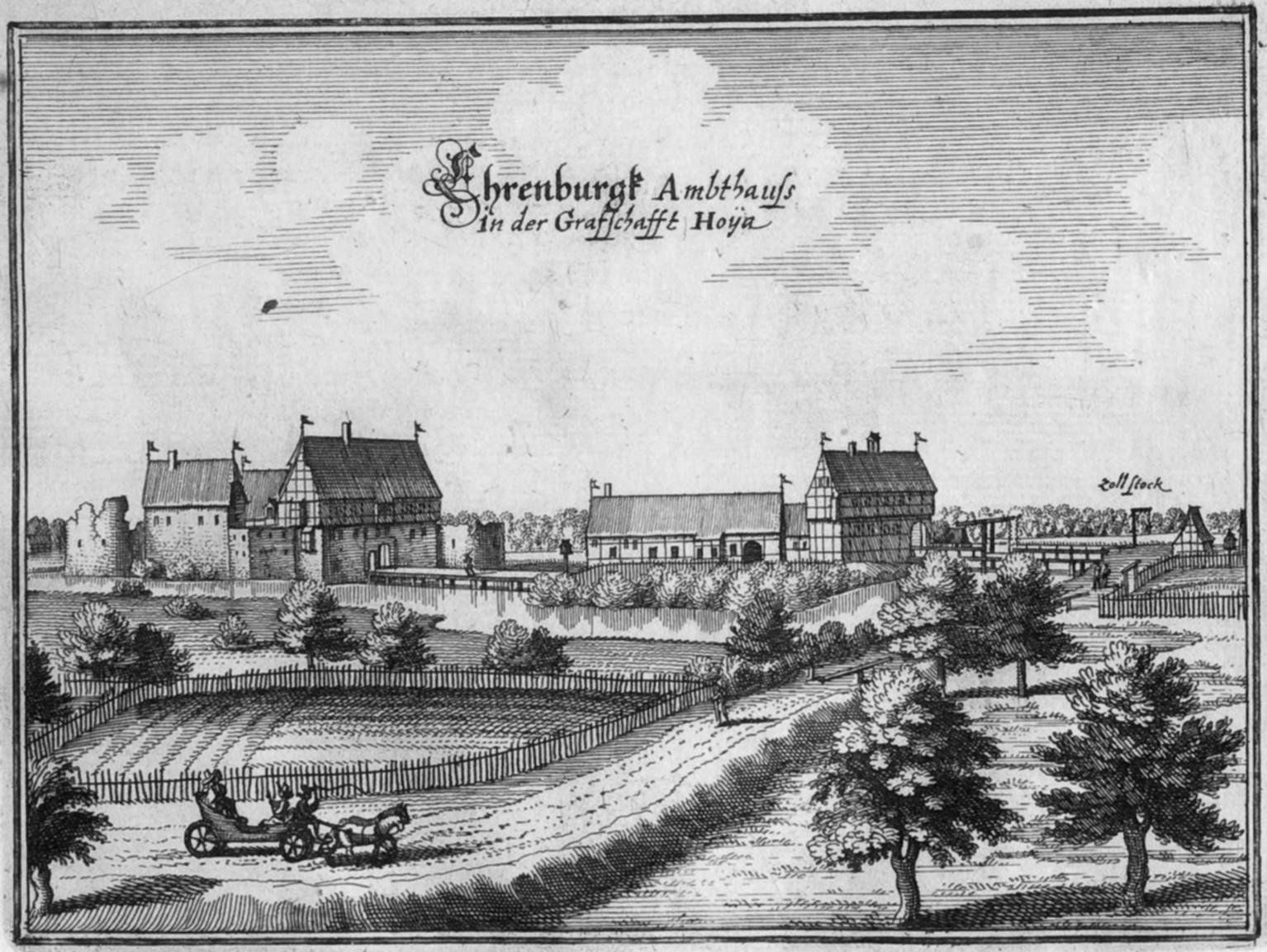